# Flavio Dionisio
Flavio Dionisio (in latino Flavius Dionysius; Tracia, ... – ...; fl. 428-435/440) è stato un politico bizantino.

## Biografia
Nativo della Tracia, era un cristiano la cui fede si rafforzò quando ebbe curato un problema al volto da Simeone Stilita il Vecchio.
Tra il 428 e il 431 fu comes et magister utriusque militiae per Orientem. Nel 428 scortò Nestorio da Antiochia a Costantinopoli. Durante il suo mandato partecipò ad una ambasciata presso la corte persiana. Al concilio di Efeso del 431 si disse che interferiva nella vita della Chiesa a Cipro. Nel 434 era magister militiae; in questo periodo si promosse la riunificazione della Chiesa in Oriente. Nel 435/440, Flavio Plinta e Dionisio chiesero di essere inviati come ambasciatori presso il sovrano degli Unni Rua.